# Rencontres du cinéma latino-américain
Les Rencontres du cinéma latino-américain sont un festival consacré au cinéma et à la culture latino-américaine, créé en 1983 à Bordeaux.

## Présentation
Les Rencontres du cinéma latino-américain se déroulent au cinéma Jean-Eustache à Pessac, dans l'agglomération bordelaise, ainsi que dans des établissements scolaires et dans d'autres salles du département de la Gironde.
Le festival a été créé en 1983 par l'association France Amérique Latine - Comité Bordeaux Gironde et a pour mission de présenter et promouvoir le cinéma le cinéma latino-américain et sa distribution en France. Il traite chaque année d'un thème en rapport avec les sociétés latino-américaines, leur histoire ou leurs mouvements sociaux.
Il décerne le prix du public au meilleur long-métrage fiction et le prix du public au meilleur documentaire. Il organise également des projections éducatives au sein des établissements scolaires du département de la Gironde.
La 39e édition du festival au eu lieu du 16 au 22 mars 2022.

## Palmarès
39es Rencontres du cinéma latino-américain de 2022
Thématique : la "décolonialité" 
- Prix du public, meilleur long-métrage fiction : L'employé et le Patron de Manuel Nieto (Urugay, 2021)
- Prix du public, meilleur long-métrage documentaire : Somos Cuba, sur la route du sucre et du tabac (Cuba, Vietnam, 2020)
- Prix des lycéens, meilleur court-métrage documentaire : Mara, el viaje de la elefanta de Luciano Nacci (Argentine)
- Prix des lycéens, meilleur court-métrage d'animation : Loop de Pablo Polledri
- Prix des lycéen, meilleur court-métrage de fiction : Umbilical d'Oriana Porreca

38es Rencontres du cinéma latino-américain de 2021 - édition en 2.0
Thématique : la solidarité
- Prix du public, meilleure fiction : Infierno Grande, d’Alberto Romero & Antes del olvido, d’Iria Gómez Concheiro
- Prix du public, meilleur documentaire : Cachada, de Marlén Viñayo & Dentro da minha pele, de Val Gomes et Toni Venturi

37es Rencontres du cinéma latino-américain de 2020
Thématique : Voies nouvelles... nouvelles voix
compétition annulée 
36es Rencontre du cinéma latino-américain de 2019
Thématique : Femmes en lutte
- Prix du public au meilleur long-métrage fiction  : Deslembro, de Flavia Castro (Brésil, 2018)
- Prix du public au meilleur documentaire  : Femmes rurales en mouvement de Héloïse Prévost (Brésil, 2016)